# Caerois chorinaeus
Espèce
Caerois chorinaeus est une espèce de Lépidoptère de la famille des Nymphalidés et du genre Caerois.

## Dénomination
Caerois chorinaeus a été décrit par Johan Christian Fabricius en 1775 sous le nom initial de Papilio chorinaeus.

### Sous-espèces
- Caerois chorinaeus chorinaeus; présent au Surinam, en Guyana et en Guyane
- Caerois chorinaeus protonoe Fruhstorfer, 1912; présent au Pérou
- Caerois chorinaeus rufomarginata Lathy, 1918; présent au Pérou
- Caerois chorinaeus ssp; présent au Pérou[1].

### Nom vernaculaire
Caerois chorinaeus se nomme Feuille morte volante en français et Chorinaeus Morpho en anglais,.

## Description
Caerois chorinaeus est un grand papillon, au bord externe des ailes antérieures très concave ce qui donne à l'apex une forme en crochet et aux ailes postérieures en pointe formant une queue. Le dessus des ailes est de couleur marron foncé avec les ailes antérieures barrées d'une bande jaune de la moitié du bord costal à l'angle externe et les ailes postérieures bordées d'une bande marginale jaune.
Le revers est marron nacré.

## Écologie et distribution
Caerois chorinaeus est présent au Pérou, au Brésil, au Surinam, en Guyana et en Guyane,.

### Protection
Pas de statut de protection particulier.